# 히에즈쿠리촌
히에즈쿠리촌(稗造村)은 이시카와현 하쿠이군에 설치되었던 촌이다.